# Deinostigma eberhardtii
Deinostigma eberhardtii là một loài thực vật có hoa trong họ Tai voi. Loài này được Pellegrin mô tả khoa học đầu tiên năm 1926.
Loài này phân bố tại khu vực miền trung Việt Nam, trong tỉnh Thừa Thiên - Huế và thành phố Đà Nẵng.